# Экзархат приходов русской традиции в Западной Европе
Экзарха́т прихо́дов ру́сской тради́ции в За́падной Евро́пе (фр. Exarchat des paroisses de tradition russe en Europe occidentale, Экзархат православных приходов русской традиции в Западной Европе, фр. Exarchat des paroisses orthodoxes de tradition russe en Europe Occidentale, Экзарха́т западноевропе́йских правосла́вных прихо́дов ру́сской тради́ции, греч. Εξαρχία των εν Δυτική Ευρώπη Ορθοδόξων Παροικιών Ρωσικής Παραδόσεω, Экзарха́т ру́сских прихо́дов в За́падной Евро́пе, фр. Exarchat des paroisses russes en Europe Occidentale, Западноевропейский экзархат русских приходов) — экзархат в составе Константинопольской православной церкви с центром в Париже (Франция), существовавший в 1999—2018 годах. Объединял приходы русской литургической традиции в ряде стран Европы, существуя параллельно греческим митрополиям Константинопольского патриархата. Решением синода Константинопольского патриархата от 27 ноября 2018 года экзархат был упразднён, и его приходам и иным структурам предписано войти в состав европейских митрополий Константинопольского патриархата. 14 сентября 2019 года последний экзарх архиепископ Иоанн (Реннето) был в личном порядке принят в Московский патриархат. 7 октября 2019 года Священный синод Русской православной церкви постановил «подтвердить принятие в юрисдикцию Московского Патриархата в составе Архиепископии клириков и приходов, выразивших таковое желание». На декабрь 2019 года вслед к Московскому патриархату присоединились 67 монастырей, приходов и общин в качестве Архиепископии западноевропейских приходов русской традиции с особым статусом; в Константинопольском патриархате осталось менее 40 приходов; некоторые приходы присоединились к Румынской, Болгарской, Сербской и Антиохийской православным церквам.

## История

### Предыстория
24 декабря 1930 года митрополит Сергий и Временный Патриарший Священный Синод подтвердили указ об увольнении митрополита Евлогия (Георгиевского) от управления русскими православными приходами в Западной Европе и постановили упразднить Епархиальный совет в Париже. После этого митрополит Евлогий после совещания с викарными епископами принял решение обратиться с ходатайством к Константинопольскому Патриарху о переходе в его юрисдикцию, хотя прежде отвергал претензии Константинопольской Церкви на управление приходами русской диаспоры. 17 февраля 1931 года патриархом Константинопольским Фотием II русские приходы были объединены во «временно единую особую экзархию Святейшего Патриаршего Вселенского Престола на территории Европы», которая находилась в «прямой юрисдикции» Константинпольского патриарха; митрополиту Евлогию был пожалован титул патриаршего экзарха. Грамота патриарха Фотия особо оговаривал недопустимость использования церковного амвона в политических целях. При этом митрополит Евлогий подчёркивал, что «мы, конечно, не отрываемся, не откалываемся от Матери Русской Церкви».
В конце 1944 года митрополит Евлогий выразил желание возвратиться в юрисдикцию Московской патриархии. В середине марта 1945 года в храмах Экзархата было установлено поминовение наряду с именем Константинопольского Патриарха имени Патриарха Алексия I. 29 августа 1945 года митрополитом Николаем (Ярушевичем), специально для сего прибывшим в Париж, был совершён акт воссоединения с Московским патриархатом митрополита Евлогия и его викариев Владимира (Тихоницкого) и Иоанна (Леончукова), текст которого гласил, что «на сие имеется словесное согласие Его Святейшества патриарха Вселенского Вениамина». Но отпускная грамота от патриарха Константинопольского получена не была. По смерти митрополита Евлогия большинство клириков и мирян экзархата во главе с архиепископом Владимиром (Тихоницким), принявшим управление экзархатом на основании завещательного распоряжения митрополита Евлогия от 1943 года, изъявляло желание остаться в Константинопольской юрисдикции. Указом патриарха Московского Алексия I от 9 августа 1946 года, однако, экзархом был назначен перешедший из Русской православной церкви заграницей (РПЦЗ) в Московскую патриархию митрополит Серафим (Лукьянов) (решение Священного синода РПЦ от того же числа, кроме того, объявляло о «фактическом и формальном» прекращении юрисдикции Константинопольского патриархата над русскими западноевропейскими приходами). При вручении в Париже 14 августа 1946 года прибывшим на похороны митрополита Евлогия митрополитом Ленинградским Григорием (Чуковым) копии патриаршего указа архиепископу Владимиру последний заявил, что может принять указ только к сведению, но не к исполнению, ссылаясь на то, что не было получено отпускной грамоты от патриарха Константинопольского. Телеграммой от 21 августа 1946 года патриарх Алексий I предлагал архиепископу Владимиру вступить под руководство назначенного им экзарха, на что Владимир ответил отказом, указывая на отсутствие отпускной грамоты и необходимость выслушать мнение всего экзархата. 10 сентября 1946 года в Париж прибыл экзарх патриарха Константинопольского митрополит Герман (Стринопулос). Он передал архиепископу Владимиру сообщение, что патриарх Максим V ожидает от приходов экзархата соборного решения для подтверждения желания находиться в его юрисдикции. 16—20 октября состоялся съезд клира и мирян, принявший большинством голосов резолюцию ходатайствовать пред патриархом Константинопольским о сохранении экзархата в его юрисдикции и утверждении архиепископа Владимира экзархом. 6 марта 1947 года патриарх Максим V утвердил пребывание экзархата в юрисдикции Константинопольского патриархата. В то же время приходы оставшиеся верными Московскому Патриархату продолжили своё существование как Западноевропейский Экзархат Московского Патриархата.
18 декабря 1959 года скончался митрополит Владимир (Тихоницкий). 12 июня 1960 года чрезвычайным епархиальным съездом епископ Сиракузский Георгий (Тарасов) был избран его преемником. 12 октября 1960 года патриарх Константинопольский Афинагор утвердил епископа Георгия правящим епископом в звании экзарха с возведением в сан архиепископа, а не митрополита.
22 ноября 1965 года патриарх Константинопольский Афинагор упразднил экзархат из-за того, что Русская церковь, «избавившись от разделений и организовавшись внутренне, приобрела и внешнюю свободу» и нужда во временной организации отпала. Предложение патриарха Афинагора о возвращении в Московский патриархат не было исполнено: совет бывшего экзархата 30 декабря 1965 года провозгласил бывший экзархат «независимой и самостоятельной Архиепископией Православной Церкви Франции и Западной Европы», которая в феврале 1966 года была переименована в «Православную архиепископию Франции и Западной Европы и русских западноевропейских церквей рассеяния». Была провозглашена цель создания в будущем автокефальной Французской православной церкви. 22 января 1971 года Константинопольский патриархат восстановил свою юрисдикцию над приходами бывшего русского Западноевропейского экзархата, который преобразовывался в «Архиепископию русских православных приходов в Западной Европе», будучи теперь подчинён Галльской митрополии, чтобы, как говорилось в Синодальной грамоте, русские приходы в Западной Европе «не были совершенно лишены высшего церковного надзора и связи с административной системой Церкви». Правомочность этого действия не была признана священноначалием Русской православной церкви.

### При архиепископе Сергие (Коновалове) (1999—2003)
19 июня 1999 года томосом патриарха Константинопольского Варфоломея подтверждалось пребывание Архиепископии под омофором патриарха Константинопольского и восстанавливался её статус экзархата, упраздняя при этом формальную зависимость Архиепископии митрополита Галльского. Как отмечал иеромонах Савва (Тутунов) в Православной энциклопедии, «Это решение можно было интерпретировать как желание Константипольского престола подчеркнуть свою юрисдикцию над западноевропейских русских приходами. Оно было опротестовано священноначалием Московского Патриархата».
В начале 2000-х годов, при архиепископе Сергии (Коновалове), главой отдела внешних церковных связей Московского патриархата митрополитом Кириллом (Гундяевым) готовился переход экзархата в юрисдикцию Московского патриархата и создание Западноевропейской митрополии в подчинении Русской православной церкви. 22 января 2003 года архиепископ Сергий (Коновалов) скончался, так и не успев официально озвучить итоги договорённостей.

### При архиепископе Гаврииле (де Вильдере) (2003—2013)
В преддверии выборов нового архиепископа, назначенных на 1 мая, Патриарх Московский и всея Руси Алексий II в послании от 1 апреля того же года предложил создание во Франции и Западной Европе «самоуправляемого Митрополичьего округа» — как базы для будущего учреждения многонациональной Поместной православной церкви в Западной Европе. На внеочередном Епархиальном собрании 1 мая 2003 года митрополит Швейцарский Иеремия (Каллийоргис) зачитал послание Патриарха Константинпольского Варфоломея, в котором, в частности, говорилось, что Патриархат никогда не выступал за единообразие христиан, горячо приветствуя использование местных языков и рукоположение священников разных национальностей; Патриархат также признаёт русскую специфику Западноевропейского Экзархата, который пользуется внутренней автономией в рамках, допускаемых канонами; послание отмечало, что Церковь должна строиться по принципу поместности, обеспечивая возможность богослужения для верующих, говорящих на одном языке, но при этом не должно быть сосуществования многих церквей на одной территории по принципу этнофилетизма. Группа православных мирян Франции, недовольных новым курсом, выступила за объединение с Московским патриархатом, создав 31 марта 2004 организацию «За поместное православие русской традиции в Западной Европе». В 2004 году решением Священного синода Константинопольского патриархата был канонизирован ряд церковных деятелей, принадлежавших к епархии митрополита Евлогия: протоиерей Алексий Южинский, монахиня Мария (Скобцова), иерей Димитрий Клепинин, миряне Илья Фундаминский и Георгий Скобцов.
Совет архиепископии в заседании от 9 декабря 2004 года под председательством новоизбранного архиепископа Гавриила (де Вильдера) отверг предложение Московской патриархии как неприемлемое. 24 декабря того же года Священный Синод выражал «сожаление в связи с „Заявлением Епархиального совета Архиепископии православных русских церквей в Западной Европе“ от декабря 2004 года, свидетельствующего о фактическом отказе нынешнего руководства Экзархата от духовного наследия Преосвященного митрополита Евлогия и иных деятелей русской церковной эмиграции в Западной Европе, почитавших себя чадами Матери Русской Церкви, не прекращавших своего единения с нею и прервавших свое пребывание в канонической юрисдикции Патриархата лишь временно и в связи с известными политическими обстоятельствами».
Отношения с Московским патриархатом в очередной раз обострились в 2006 году после принятия в состав экзархата без отпускных грамот епископа Василия (Осборна) и ряда других клириков Сурожской епархии Русской православной церкви: епископ Василий был назначен главой Амфипольского викариатства экзархата. В 2007 году конфликт был урегулирован в результате переговоров между Константинопольским и Московским патриархатами: был оформлен канонический отпуск епископа Василия и клириков, ушедших из Сурожской епархии в Константинопольскую церковь.
18 мая 2007 года в связи с подписанием Акта о каноническом общении РПЦ МП и РПЦЗ архиепископ Команский Гавриил распространил послание. Вследствие подписания акта архиепископия стала крупнейшей православной структурой русской традиции вне юрисдикции РПЦ МП (если не считать Православную церковь в Америке, правопреемницу бывшей Северо-Американской митрополии).
В июне 2009 года архиепископия приняла в свою юрисдикцию двух клириков Николаевского прихода Московского патриархата в Риме без отпускной грамоты. Наблюдались также случаи принятия Московской патриархией клириков экзархата без разрешения на то правящего архиепископа: протоиерей Михаил Осоргин был принят в 2000 году вместе с возглавляемым им Николаевским приходом в Риме без отпускной грамоты; в конце декабря 2004 года без отпускной грамоты был принят в Корсунскую епархию МП Георгий Монжош, бывший настоятель храма в Биаррице, впоследствии изверженный из сана решением Синода Константинопольского патриархата.
В 2010 году французский суд признал право собственности Российской Федерации на Николаевский собор в Ницце, бывший в ведении приходской ассоциации, находящейся в юрисдикции экзархата; 15 декабря 2011 года здание собора было передано представителю Корсунской епархии Московского патриархата.

### Период местоблюстительства Эммануила (Адамакиса) (январь — октябрь 2013)
15 января 2013 года ушёл на покой архиепископ Команский Гавриил (де Вильдер). Местоблюстителем был назначен митрополит Галльский Эммануил (Адамакис). Выборы нового архиепископа по уставу должны были состояться в четырехмесячный срок. Для выборов, назначенных на 30 марта 2013 года, были определены три кандидата — архимандриты Симеон (Коссек), Григорий (Папатомас) и Иов (Геча), однако патриарх Варфоломей в письме от 4 марта 2013 года сообщил, что не утвердил список, сославшись на отсутствие нужного спокойствия для проведения выборов и предложил «временно продлить исполнение» полномочий экзарха митрополитом Эммануилом, а общему собранию архиепископии — рассмотреть возможность выдвижения кандидата для поставления викарным епископом при митрополите Эммануиле для обслуживания нужд верующих приходов архиепископии на их родном языке и согласно их традиции. Некоторые комментаторы расценили это предложение как замена выборов архиепископа выборами викария греческой митрополии, и что временный экзарх останется и будет так управлять несколько лет.
Собрание клириков и мирян Архиепископии, состоявшееся 30 марта 2013 года при участие 188 делегатов, постановило продлить полномочия Эммануила до 1 ноября 2013 года (чрезвычайного общего собрания Архиепископии) и предложило изменить устав, что и было утверждено посланием патриарха Варфоломея от 22 мая 2013 года.
Совет Архиепископии провёл почтовый опрос клириков и делегатов от мирян на предмет внесения изменений в Устав, и, получив согласие большинства, преступил к подготовке выборов Архиепископа. По новым правилам, можно выдвигать кандидатуры на пост архиепископа независимо от юрисдикционной принадлежности, в то время как в предыдущей редакции Устава кандидаты должны были состоять в Архиепископии в течение последних пяти лет, что могло позволить провести кандидата угодного Константинопольскому патриархату.

### При архиепископе Иове (Гече) (2013—2016)
1 ноября 2013 года чрезвычайным общим собранием архимандрит Иов (Геча) (в число кандидатов, предложенных собранию патриархом Константинопольским, входили также архимандрит Виссарион (Комзиас) и иеромонах Михаил (Анищенко)) был избран новым главой архиепископии.
В 2014 году в состав архиепископии перешёл приход Архангело-Михайловской церкви в Каннах.
Недолгий период правления архиепископом Иовом ознаменовался чередой конфликтов между ним и духовенством Экзархата, а также профессорско-преподавательской корпорацией Свято-Сергиевского богословского института в Париже, который по этой причине в 2015 году объявил о временной приостановке своей деятельности. В адрес архиепископа прозвучали обвинения в авторитарном стиле управления и стремлении разрушить присущие Экзархату традиции.

### При архиепископе Иоанне (Реннето) (2015—2018)
28 ноября 2015 года решением Священного синода Константинопольского патриархата архиепископ Иов (Геча) был отправлен в отставку, а временно исполнять обязанности главы Западноевропейского экзархата русских приходов был назначен викарий экзархата епископ Иоанн (Реннето).
28 марта 2016 года в Париже прошли выборы нового главы архиепископии. В качестве кандидатов были предложены две кандидатуры: епископ Иоанн (Реннето) и иеромонах Порфирий (Плант), набравшие соответственно 150 и 23 голоса выборщиков.

### Упразднение Экзархата и реакция на это
27 ноября 2018 года Синод Константинопольской церкви принял решение об упразднении Архиепископии русских церквей в Западной Европе и интеграции её приходов «в различные святые митрополии Патриархата». Данное решение, согласно коммюнике Константинпольского патриархата, было «направлено на дальнейшее укрепление связи приходов русской традиции с материнской церковью Константинопольского патриархата». По словам публициста Сергея Бычкова, инициаторами данного решения стали митрополит Галльский Эммануил (Адамакис) и архиепископ Тельмисский Иов (Геча): «Архиепископ Иов посчитал себя оскорблённым, когда из-за многочисленных жалоб духовенства Парижской архиепископии Патриарх Варфоломей несколько лет назад сместил его и отправил в отставку с должности управляющего архиепископией. <…> Для митрополита же Эммануила Парижская архиепископия была постоянным раздражителем — он привык к спокойному и размеренному образу жизни, а существование во Франции 56 автономных и в большинстве своем очень активных православных приходов не давало ему покоя. Оба иерарха не понимали и не принимали Устав архиепископии, согласно которому епископа избирают клирики и миряне. А приходские уставы архиепископии предоставляют прихожанам вообще неслыханную свободу — вплоть до того, что проштрафившийся священник может быть заменен по их требованию. Эти «церковные новшества» (хотя почти 100 лет архиепископия жила согласно решениям Поместного Собора Российской Церкви 1917—1918 гг.) были непонятны грекам»
28 ноября 2018 года епархиальное управление архиепископии сообщило, что «Священный Синод Патриархата 27 ноября 2018 года принял решение упразднить статус Экзархата нашей Архиепископии»; уточнялось, что решение Священного синода ещё официально не получено архиепископией и было принято без предварительных консультаций с архиепископом Иоанном (Реннето). 2 декабря Совет архиепископии выпустил коммюнике, в котором постановление Синода названо неожиданным. Русские приходы заявили о своей решимости сохранять верность и подчинение архиепископу Иоанну. В документе говорилось о намерении поддерживать свою русскую идентичность.
7 февраля 2019 года митрополит Галльский Эммануил (Адамакис) направил открытое обращение ко приходам архиепископии, в котором пообещал, что, при условии, если они вольются в Галльскую митрополию, сделает всё возможное для сохранения архиепископии как административно-территориальной единицы. В частности, он пообещал «в статусе викариата сохранение существующей ассоциации, которая будет продолжать управлять принадлежащим ей имуществом и функционировать в соответствии со своими собственными уставами, возможно, с некоторыми необходимыми изменениями»
23 февраля 2019 года в Париже под председательством архиепископа Иоанна (Реннето) на чрезвычайном общем собрании архиепископии, состоящем из всех членов клира и избранных мирян — представителей приходов и общин, 191 человек из 206 присутствовавших проголосовал против роспуска архиепископии и за сохранение её как единой церковной структуры; решение о выборе юрисдикции принято не было; продолжилось богослужебное поминовение архиепископом Константинопольского патриарха.
За восемь месяцев члены Совета архиепископии рассмотрели несколько вариантов предоставления канонической юрисдикции от других поместных церквей: Московского патриархата, Русской православной церкви заграницей (РПЦЗ), Православной церкви в Америке, а также Румынской православной церкви. Однако к сегодняшнему дню выбирать придется между предложениями Московского Патриархата, обещавшем сохранить все традиции и богослужебные особенности, и подчинению решению Константинпольского Патриарахата, то есть распустить архиепископию и влиться в местные греческие епархии.
Решением Синода Константинопольского патриархата от 30 августа 2019 года Иоанн (Реннето) был освобождён от пастырского попечения над приходами Архиепископии, каковое поручено митрополиту Галльскому Эммануилу (Адамакису). Кроме того, настоятелем «святого храма» Александра Невского в Париже назначен протоиерей Алексий Струве, что не было признано архиепископом Иоанном (Реннето). Ожидалось, что архиепископия примет решение о юрисдикционной принадлежности на чрезвычайном общем собрании, которое было назначено Иоанном (Реннето) на 7 сентября 2019 года. Повестка дня собрания, согласно Коммюнике епархиального управления, опубликованному на официальном сайте архиепископии 3 сентября 2019 года, была скорректирована, и предусматривала только вариант перехода в Московский патриархат. Циркулярным письмом от 4 сентября 2019 года митрополит Галльский Эммануил как временно управляющий приходами бывшей архиепископии на переходный период извещал, что собрание, назначенное на 7 сентября, если оно состоится, не может иметь никаких полномочий для принятия решений, и повторил высказанное им ранее предложение о учреждении викариатства, в котором бы сохранялись положения устава и литургическая традиция бывшей архиепископии. На собрании 7 сентября решение о переходе в Московский патриархат, получив большинство голосов голосовавших, тем не менее, не набрало необходимого, согласно Уставу Архиепископии, числа голосов.
14 сентября Священный синод Русской православной церкви принял архиепископа Иоанна Реннето в юрисдикцию Московского патриархата с титулом «Дубнинский», а также всех клириков и приходы под его руководством, которые выразят такое желание, и поручил ему управление таковыми приходами.
27 сентября назначенный Константинопольским патриархом местоблюститель бывшего экзархата митрополит Галльский Эммануил объявил о созыве Совета архиепископии 30 сентября. Кроме того, митрополит Эммануил разослал циркуляр, которым пригласил на собрание 5 октября в соборе Святого Стефана в Париже клириков и мирян «подтвердивших свою приверженность Вселенскому патриархату и/или отказ присоединиться к Московскому патриархату» для рассмотрения вопроса о создании викариатства русской традиции.
Опубликованное 29 сентября на сайте архиепископии сообщение извещало, что архиепископ Дубнинский Иоанн (Реннето) накануне в храме Святого Александра Невского провёл «пастырское собрание», состав которого не разглашался, каковое собрание, согласно сообщению, «в своем подавляющем большинстве подтвердило с одобрительным голосованием решение Архиепископа Иоанна просить каноническую привязанность к Московскому Патриархату» (дословный текст русскоязычной версии сообщения).

### Викариатство русской традиции
4 июля 2020 года в Мёдоне состоялось учредительное собрание викариатства Галльской митрополии, объединяющего приходы русской традиции (официальное название — викариатство Святой Марии Парижской и Святого Алексия праведного). Его главой был избран протоиерей Алексей Петрович Струве, заместителем — протоиерей Владимир Ягелло.

## Устройство и особенности
К моменту своего упразднения экзархат насчитывал более 110 приходов и общин, а также два монастыря и семь скитов во Франции, Бельгии, Нидерландах, Великобритании, Германии, Норвегии, Швеции, Дании, Италии и Испании. Bо Франции архиепископия являлась численно главенствующей православной епархией. Как отмечал в 2013 году диакон Александр Занемонец: «В архиепископии сегодня около 120 приходов и общин в разных странах Западной Европы: Франции, Великобритании, Бельгии, Голландии, Скандинавии, Германии, Италии. Около 150 священнослужителей. Примерно половина приходов совершает богослужение по-славянски, другая половина — на местных языках. Однако все придерживаются русской литургической традиции. Русская церковь воспринимается как церковь-мать, так же, как в Американской или Финской церквах — независимых и давно живущих уже своей вроде бы „нерусской“ жизнью, однако генетически восходящих в первую очередь к русскому Православию. Богослужение на местных языках — результат не столько ассимиляции русских эмигрантов, сколько прихода в Православие французов, англичан, голландцев и др».
Статья 11-я Устава гласила: «Архиепископия и связанные с ней ассоциации подчиняются административной власти и духовному, пастырскому и нравственному руководству епископа в сане и с титулом архиепископа, который подчиняется Его Святейшеству Вселенскому Патриарху Константинопольскому.»
Известностью пользовались Покровский монастырь в Бюсси-ан-От, Скит в честь Казанской иконы Божией Матери в Муазне и Монастырь Святого Силуана Афонского в Сен-Марс-де-Локене.
Широкой известностью пользовалось учебное заведение экзархата — основанный в 1925 году Свято-Сергиевский православный богословский институт в Париже, где преподавали Георгий Флоровский, Александр Шмеман, Иоанн Мейендорф, Сергий Булгаков.
Несмотря на многонациональность епархии, в вопросах литургической практики и административной и канонической организации сохраняется верность русской религиозной традиции (принципам основоположным на Московском Соборе 1917—1918). Паства экзархата состоит из полностью ассимилировавшихся во французском и других обществах русских мигрантов второго, третьего и четвёртого поколений, вновь прибывших из стран СНГ мигрантов и выходцев из западных стран, принявших православие. Приходы епархии делятся на русские приходы, где паству составляют русские эмигранты, многонациональные приходы и чисто западные приходы, где службы ведутся на языках стран, в которых они находятся. Преобладающее число священнослужителей и верующих были граждане этих стран, а половина священнослужителей родом из Западной Европы.

### Благочиния
- Благочиние Иль-де-Франса
- Благочиние Запада Франции
- Благочиние Востока Франции
- Благочиние Центра Франции
- Благочиние Юго-Запада Франции
- Благочиние Юго-Востока Франции
- Благочиние Германии
- Благочиние Бельгии
- Благочиние Испании
- Благочиние Италии
- Благочиние Нидерландов
- Благочиние Скандинавии
- Благочиние Великобритании и Ирландии

## Епископат
Списки иерархов составлены с учётом времени существования экзархата.

### Управляющие
- архиепископ Евкарпийский Сергий (Коновалов) (19 июня 1999 — 22 января 2003)
- архиепископ Команский Гавриил (де Вильдер) (3 мая 2003 — 16 января 2013) местоблюститель с 22 января 2003 года
- митрополит Галльский Эммануил (Адамакис) (16 января 2013 — 30 ноября 2013) местоблюститель
- архиепископ Телмесский Иов (Геча) (30 ноября 2013 — 29 ноября 2015)
- архиепископ Хариупольский Иоанн (Реннето) (29 марта 2016 — 27 ноября 2018) местоблюститель с 29 ноября 2015 года

### Викарии
- епископ Трахейский Павел (Элдерсон) (19 июня 1999 — 22 мая 2001)
- епископ Клаудиопольский Михаил (Стороженко) (19 июня 1999 — 27 ноября 2018)
- епископ Команский Гавриил (де Вильдер) (24 июня 2001 — 3 мая 2003)
- епископ Амфипольский Василий (Осборн) (8 июня 2006 — 5 октября 2009)
- епископ Хариопольский Иоанн (Реннето) (15 марта 2015 — 28 марта 2016)